# Perophora namei
Perophora namei är en sjöpungsart som beskrevs av Hartmeyer och Wilhelm Michaelsen 1928. Perophora namei ingår i släktet Perophora och familjen Perophoridae. Inga underarter finns listade i Catalogue of Life.